# Glaucopsyche exerces
Glaucopsyche exerces är en fjärilsart som beskrevs av Jean Baptiste Boisduval 1852. Glaucopsyche exerces ingår i släktet Glaucopsyche och familjen juvelvingar. Inga underarter finns listade i Catalogue of Life.